# 한국사회학
이 글은 한국의 사회학을 다룬다.

## 해방 이전의 한국 사회학
한국에 처음 사회학을 소개한 사람은 이인직으로 알려져 있다. 그는 1906년 발간된 『소년 한반도』라는 월간잡지에 5회에 걸쳐서 사회학에 관한 짧은 논문을 싣고 있다.
최초의 사회학 강의는 1927년에 경성제국대학 윤리학과의 부전공으로 되어 있던 사회학과를 아키바 다카시(秋葉隆)가 담당한 것으로 되어 있다. 한국인으로서 사회학을 전공한 초기의 학자로서는 하경덕이 있다. 그가 하버드 대학에서 사회학을 전공하여 제출한 박사논문 「사회법칙：사회학적 보편화의 타당성 연구」(Social Laws：A Study of the Validity of Sociological Generalizations)는 노스캐롤라이나 대학교 출판부에서 1930년에 출판되었다. 그는 귀국한 뒤 1931년부터 연희전문에서 교직을 담당하였다. 그가 가르친 것은 주로 영어였지만 사회학도 강의를 한 일이 있다. 그는 강의에 사용하기 위해서 「사회학개요」라는 제목의 강의안을 프린트로 저술했지만 단행본으로 출판하지는 못했다. 하경덕 이외에 독일에서 연구한 김현준은 1930년에 『근대사회학』을 출판하였다. 그는 보성전문·불교전문 등에서 강의를 했지만 사회학 강의도 했는지는 분명치 않다. 또한 소르본에서 사회철학을 연구한 공지항은 1932년 『신인간』이라는 천도교에서 발간하는 잡지에 「사회학 강의」를 실었다. 이화여전에서는 미국 사우스캘리포니아 대학교에서 돌아온 한치진이 사회학을 강의했으며 1933년에 『사회학개론』을 출판하였다. 이화여전에서는 후에 고황경이 역시 사회학 강의를 담당하였다. 그는 미시간 대학교에서 경제학을 전공하여 석사학위를 취득한 뒤 박사과정에서 사회학으로 전공을 바꾸었다. 그는 미시간에 있을 때 주로 노동문제·사회병리학·소년비행 등의 문제에 관심을 기울였고 귀국한 뒤에는 인구·가족계획 등의 문제를 연구하여 최초로 그에 관한 경험적 조사를 시도하였다.
한국사회학 초기는 사회학 교수와 강의는 있어도 독립된 사회학과나 사회학계라고 할 만한 학문적 서클이 없었고 한국인에 의한 사회학적 연구도 개론적인 책을 저술한 것 이외에는 특별한 활동이 없었다. 다만 고황경의 출산에 관한 연구와 본래 윤리학을 전공하고 이화여전과 불교전문에서 교편을 잡은 김두헌의 가족에 관한 연구가 있었을 뿐이다. 외국인으로서는 브루너(E. S. Brunner)가 1928년에 한국 농촌사회에서의 기독교 활동에 관한 조사보고서를 발표했고, 아키바가 주로 무속에 관하여, 그리고 일제말기에 경성제대의 교수였던 스즈키 에이타로가 농촌사회에 관한 탐색적인 조사를 실시하였다.

## 해방 이후의 한국사회학

### 광복부터 한국사회학회 조직 전
광복 이듬해인 1946년에 서울대학교가 발족하면서 한국에서 처음으로 사회학과가 설치되었으며, 일본 와세다 대학 철학과에서 사회학을 전공한 이상백이 초대 주임교수로 임명되었다. 서울대학교 사회학과의 초기의 강의제목은 사회학개론·사회학사를 비롯하여 가족·사회의식·문화사회학·집단사회학·사회상사·사회변동론 등이며 주로 콩트, 스펜서, 짐멜, 뒤르켐, 퇴니스, 막스 베버, 기딩스, 소로킨, 매키버, 쿨리 등의 사회학자들과 약간의 문화인류학자의 학설을 다루었다. 그러나 사회조사의 방법론과 사회통계학은 강의되지 않았으며, 농촌사회학·도시사회학·사회계층론·산업사회학 등도 강의제목으로 들어 있던 일은 없었다.
서울대학교 다음으로 유일하게 경성제국대학에서 사회학을 수학한 배용광 교수에 의해 경북대학교가 1954년에 사회학과를 설치했다. 경북대 사회학과의 창설은 <국립대학교 설치령>의 개정을 통하지 않고는 학과가 창설 될 수 없는 국립대학교에서 학과가 창설되었다는 점에서 중요하다.
광복 후부터 1950년대 중기에 이르는 기간은 한국사회 전체가 극히 혼란에 빠졌던 시기이다. 그러므로 대학도 제구실을 하지 못하였고 사회학도 물론 발전을 시도하기가 어려웠다. 이 기간에 특기할 만한 일은 1949년 『학풍』에 사회학 특집호가 나왔다는 것과 이재훈·한치진·김현준 등의 개론적인 사회학서가 출간되고, 역시 개론서이긴 하지만 새로운 학설을 적지 않게 포함한 『사회학』, 『사회학신간』, 『사회학개론 강의』 등의 서적이 당시 서울대학교에 재직했던 변시민에 의해서 저술되었다는 것이다.
1956년부터 한국의 사회학은 새로운 발걸음을 디디게 되었다. 그 해 서울대학교의 이만갑·이해영 교수는 파슨스, 머튼을 비롯한 새로운 사회학자들의 이론과 사회조사방법을 국내에 소개하였다. 그리하여 서울대학교 사회학과의 교과목은 대폭 개편되게 되었다. 또한 1956년은 서울대학교 사회학과가 처음으로 5명의 석사를 배출한 해인 동시에 한국사회학회를 조직할 구체적인 준비가 이루어진 해이다.

### 한국사회학회 조직
미국에서 새로운 이론과 방법이 도입되기 시작하고 1957년에 서울대학교 사회학과를 주축으로 하여 한국사회학회가 조직되었다. 그러나 그 당시 한국의 사회학과는 서울대학교 사회학과와 경북대학교 사회학과 밖에 존재하지 않았기 때문에 경북대학교 사회학과의 역할은 매우 중요하였다. 한국사회학회 조직 이후 이화여자대학교가 1958년, 고려대학교는 1960년에 각각 사회학과를 두게 되었다. 그 다음 연세대학교는 시간이 걸려서 1972년에야 사회학과를 설치했다. 그 밖에 숭실대학과 서울여자대학이 농촌사회학과를 두었고 국민대학도 사회학과를 설치했지만 몇 해 가지 못하고 폐과하였다.
한국 사회학회가 조직됨에 따라 한국의 사회학계는 점차 활발해지기 시작하였다. 그 중에서 가장 뚜렷한 것은 경험적인 사회조사가 전개되었다는 것이다. 먼저 이만갑은 1956년에 도시의 고등학교 학생을 대상으로 하여 그들의 직업에 대한 태도를 조사하였고, 이어서 1957년에는 고황경·이효재가 중심이 되어 서울의 가족을 조사했으며, 1958년에는 그들과 서울대 2명의 교수가 힘을 합하여 전국적인 규모로 농촌가족의 조사에 착수하였다. 그리고 역시 1958년에 이만갑은 경기도의 6개 촌락을 대상으로 하여 촌락사회의 구조를 규명하는 조사를 실시하였으며, 1960년에는 독립신문의 논설을 대상으로 하여 거기에 반영된 가치관을 내용분석의 기술을 적용해서 연구하였다
또한 미국에서 광복 후 처음으로 사회학 박사학위를 취득한 고려대학교의 홍승직이 공무원의 직무의식에 관한 연구를 하였으며, 이어서 한국대학생의 가치관을 비롯하여 사회의 여러 계층의 가치관을 조사하였다. 그 밖에 김경동은 교과서를 분석하여 한국사회의 유교가치관을, 고영복은 한국인의 의식구조의 분석과 도시인의 사회적 태도의 연구를 시도하였다. 태도·가치관에 관한 연구 이외에 김일철은 지역사회를 연구하여 「농촌개조에 있어서의 제문제」 「한국 농촌집단의 기능적 분석서론」 「농민집단의 소시오그램」 등 3편의 논문을 1964년 발표하였다.
또한 농촌뿐만 아니라 도시의 연구에도 착수하여 이화여자대학교의 노창섭은 「신촌지역의 사회학적 고찰」 「한국 도시지역사회의 연구」 「서울주택지역의 연구」의 조사보고서를 1963년과 1964년에 계속해서 발표했으며, 또한 경북대학교에서는 「영세민 실태조사 보고서-대구 신암동 5구」를 합동연구의 결과로 발표하였다. 그 이외에 가족에 관한 연구는 이효재가 계속 전개했으며, 중앙대학교를 거쳐 고려대학교로 간 최재석도 집중적으로 가족에 관한 연구를 하여 많은 논문을 발표하였다. 독일에서 연구한 황성모는 「한국농업노동의 사회학적 고찰」, 이상백·김채윤은 사회계층과 이동, 이해영은 서울대학교 문리과대학내에 인구조사연구소(후에 인구 및 발전문제연구소로 개칭)를 설립하여 이천읍을 대상으로 한 가족계획에 관한 연구를 비롯하여 인구문제에 관한 많은 연구를 실시하였다. 이처럼 많은 사회조사가 실시되는 반면에 이론에 대한 추구는 약한 편이었으며, 이론적인 논문으로는 경북대학교의 정철수의 논문 「파슨스의 행위론 고찰」과 역시 경북대학교에 있었던 이순구의 논문 「막스 베버에 있어서의 방법적 제개념의 의미」가 있을 정도이다.

### 자기 각성기 그리고 현재
외국의 사회학을 도입하여 그의 소화에 힘을 기울이고 사회조사를 활발히 전개했던 시기를 거친 뒤 1964년부터 한국사회학은 자기 각성기에 접어들게 되었다. 이는 한국 사회학이 서구의 사회학을 받아들이는 종전의 자세에 반성을 가하고 한국사회에 적합하며 발전에 이바지할 수 있는 이론과 방법을 마련하도록 노력하자는 태도에서 비롯된 것이다. 이러한 움직임은 1963년 추계대회에서 한국사회학회가 「한국사회학의 연구와 문제점」이라는 주제 아래 토의한 심포지움에 처음으로 나타났다. 이때부터 한국사회학회는 빈번히 자기의 입장을 다짐하는 주제를 걸고 공동토의를 전개하게 되었다. 이후 한국사회학은 급속히 발전하게 되었다. 그 해에 한국사회학회는 경북대학교 사회학과를 설립한 배용광은 한국사회학회 창설 과정에서 이사로 참여하였으며, 초창기 한국사회학회의 거의 모든 행사에서 사회를 볼 만큼 열심히 참가한배용광 회장의 노력에 의해서 『한국사회학』이라는 기관지를 처음으로 발간하게 되었으며, 이때부터 연구의 양이 많아지고 질이 향상되었다.

## 한국사회학회
한국사회학회는 1956년 가을에 열린 준비회를 거친 뒤 1957년 5월 창립총회를 열고 이상백을 초대 회장으로 선임하였다. 그리고 가을에 학술논문 발표회를 갖도록 결정하였다. 그때부터 매년 가을에 연구발표대회를 열고 곧 이어서 사회학회 총회를 열게 되었는데 1965년부터는 봄에도 연구발표회를 갖게 되었다. 그리하여 1972년에 이르러서는 월례발표회를 열기 시작하였다. 초기의 연구발표회에서는 회원의 개별적인 논문발표만 있었지만 1963년부터 학회로서의 입장과 방향을 표시하는 하나의 방법으로서 주제를 걸고 심포지움이나 그 밖의 공동 토의를 갖는 일이 빈번했다. 그러한 방법으로 거기에서 다루어진 중요한 문제의 하나는 앞서 말한 바와 같이 한국사회학의 이론과 방법을 발전시키는 일이지만 또 하나의 문제는 인접사회학과의 이해의 증진이다.